# Espèce pionnière

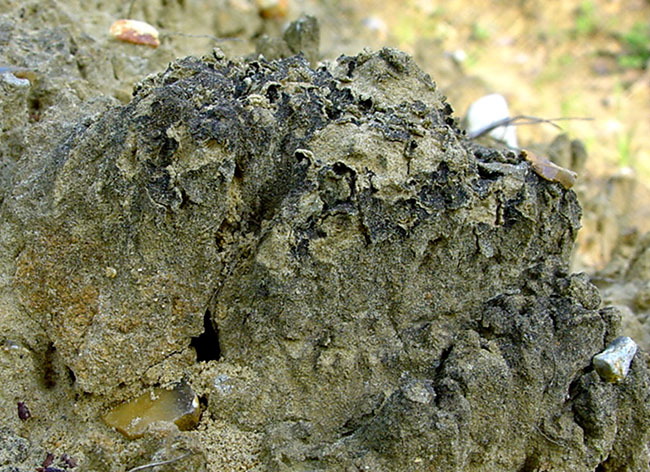
Le premier stade pionnier est celui du biofilm bactérien et algal. Ici sur un sable fin acide et oligotrophe, mais dans une zone à demi entourée d'arbres. On distingue la croute qui protège déjà le sol de la pluie et de l'érosion éolienne. La couleur grise montre un début d'accumulation de matière organique

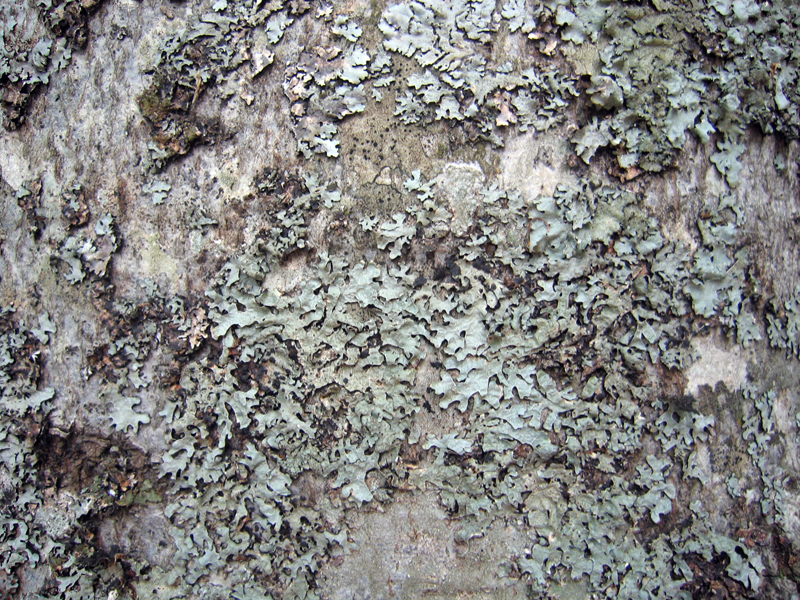
De nombreux lichens sont des pionniers sur milieux xériques. Leur association symbiotique algue-champignon leur permet d'y survivre, grâce aux nutriments trouvés dans l'air et sur le substrat, même sur des milieux hostiles pour les autres formes de vie

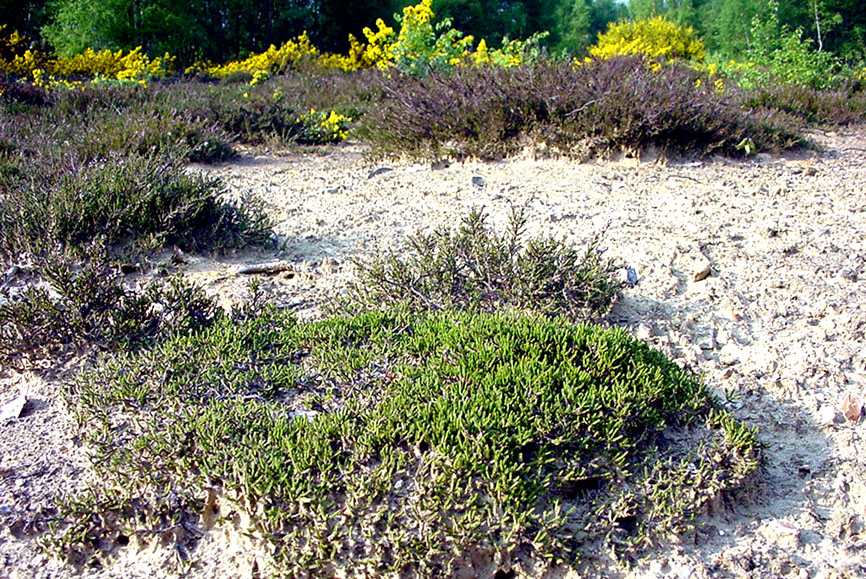
Sur substrat sableux, acide et très pauvre (oligotrophe), on distingue ici l'impact du broutage par les lapins et l'arrivée des ajoncs, légumineuses qui vont enrichir le sol en azote et permettre l'apparition de graminées puis d'arbres, si le manque d'eau ne les élimine pas régulièrement à la suite des incendies

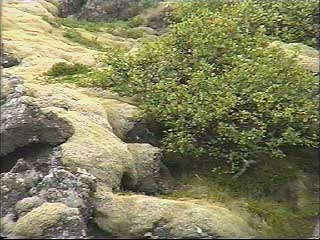
Le bouleau est une des essences pionnières les plus efficaces, ici sur lave et sol érodé

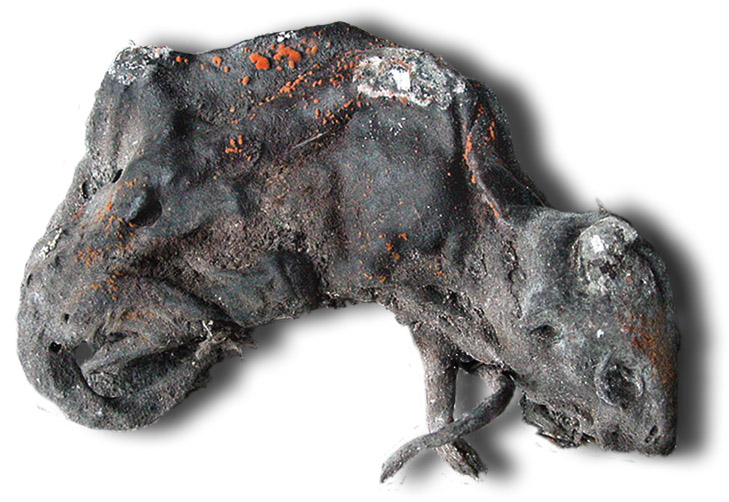
certaines espèces spécialisées interviennent aussi dans le début de la décomposition des cadavres animaux (dont colonies bactériennes et/ou fongiques, ici orangées, blanches ou grise). Dans ce cas il s'agit du cadavre naturellement momifié d'un rat empoisonné par un raticide (anticoagulant)

En écologie, une espèce pionnière est l'une des premières formes de vie qui colonisent ou recolonisent un espace écologique donné. Il peut s'agir d'un milieu nouveau (île volcanique, mur ou autre construction, friche industrielle, sol ou flanc de carrière…) ou récemment « perturbé » (destruction humaine, éboulis, érosion, glissement de terrain, incendie, chablis, coulée de lave…). Cette (re)colonisation est le premier stade d'une succession écologique.

## Stades pionniers et espèces
Les espèces pionnières sont les premières à coloniser un milieu dépourvu de vie, possiblement après qu’il a subi une perturbation. Ce sont souvent aussi des espèces facilitatrices, c'est-à-dire dont la présence génère des changements dans les facteurs biotiques et abiotiques de l’écosystème en formation, menant ainsi à l’établissement potentiel d’autres espèces nécessitant des conditions de vie différentes. Les espèces pionnières interviennent dans le phénomène de succession écologique, c’est-à-dire du changement de la composition en espèces (communautés) d’un milieu à des moments donnés. Au fil de la succession, le nombre d’organismes, la biomasse et l’utilisation du carbone atmosphérique augmentent jusqu’à se stabiliser à un point appelé le climax, où l’ensemble des niches écologiques est exploité et où la communauté ne subit plus de changements notables. Selon d’anciens concepts, il était admis qu’une communauté subissant une perturbation allait régénérer une version similaire à celle initiale par une série ordonnée et prévisible de renouvellements d’espèces. Des modèles plus récents ont montré que les successions dépendent de la compétition, de variables environnementales, du taux de croissance et de caractéristiques de survie, ou peuvent être prédites à partir de probabilités de remplacement par des espèces données, ou peuvent être caractérisées par des tendances développementales (Whittaker, 1975), c’est-à-dire des caractéristiques de l’écosystème qui changent avec les successions (la diversité en espèces, la biomasse, les nutriments disponibles). La succession suivant une perturbation peut mener à une différente composition en espèces que celle de l’état initial, et même à l’extinction locale d’espèces auparavant abondantes. L’espèce dominante de la canopée peut également changer plusieurs fois. 

### Traits des espèces pionnières
Les principaux traits reconnus permettant l’établissement des espèces pionnières dans un milieu infertile sont la combinaison entre une tolérance au stress (limitation de la disponibilité d’éléments physiologiques contraignants comme l’eau, la luminosité et les nutriments) face à des conditions environnementales variables, une croissance rapide, des graines de petite taille et ayant une grande dispersion,. Ces traits sont adaptatifs tôt dans un épisode de succession végétale. Plus tard, quand l’écosystème ne subit pas de perturbation, la communauté change pour se rapprocher du climax et d’autres traits deviennent alors plus appropriés. Chaque stratégie possible, à voir comme faisant partie d’un continuum, implique des coûts et des bénéfices physiologiques et morphologiques, ce qui implique qu’une espèce ne pourrait pas être la plus performante sous toutes les conditions environnementales. Retrouver fréquemment une espèce dans une zone de régénération après une perturbation majeure n’est pas un critère valable pour la classer en tant que pionnière, étant donné que certaines espèces sensibles à la compétition profitent du fait qu’elle est réduite juste après une perturbation pour s’établir.
Divers groupes d'espèces pionnières contribuent conjointement à la colonisation ou recolonisation d'un milieu.

### Dans le domaine terrestre
Sur les milieux émergés, et sur les milieux construits démunis de matière organique biodisponible, le processus de colonisation commence généralement et en principe de la manière suivante (de nombreuses variantes ou raccourcis existent selon le type de milieu, la présence d'oiseaux, de vents ou d'inondations susceptibles d'apporter des graines, etc.) :
- apparition primaire d'un biofilm bactérien et/ou algal (sur le néosubstrat, ou sur particules accumulées dans les creux). À ce stade sont essentiellement des organismes autotrophes, c'est-à-dire produisant leur propre matière organique à partir de sels minéraux puisés dans l'air, le substrat et l'eau, grâce à l'énergie solaire via la photosynthèse. Mais si le milieu était riche en matière organique (cadavre, bois mort, construction en bois, etc.), ce sont alors des communautés d'organismes saprophytes ou saproxylophages qui constitueront le « stade pionnier » (bactéries et champignons et micro-invertébrés ou insectes xylophages, etc.) ;
- apparition de nostocs (colonies bactériennes) ;
- apparition (primaire ou secondaire, selon le contexte) de lichens ;
- apparition de mousses ;
- complexification des communautés vivantes, avec colonisation et/ou consommation de cette flore par des invertébrés microscopiques ou macroscopiques, avec nombre croissant d'espèces, dont micro-prédateurs, etc. ;
- stade terminal amorçant une succession écologique conduisant à un stade théorique dit « climacique » et la production d'humus.

C'est la nécromasse laissée par les organismes pionniers après leur mort, ainsi que les excréments des animaux présents dans ces « écosystèmes pionniers », recyclés par les détritivores qui amorcent la production continue et croissante d'un substrat colonisable par des champignons plus complexes et les racines de plantes dites supérieures,
On accorde une grande importance aux plantes pionnières montagnardes, pour leur biodiversité, mais aussi pour leur valeur fixatrice des sols, qu'elles protègent de l'érosion, en limitant les avalanches, coulées de boue et autres glissements de terrain. Elles ont aussi une valeur utilitaire (nutritive pour les troupeaux, médicinale, foin, etc.), sur des roches siliceuses ou autres.
Quelques lianes se comportent en pionnières (dans les grandes coupes rases forestières ou en lisière par exemple) ; en zone tempérée, c'est le cas de la clématite Clematis vitalba L.
Le processus de recolonisation ou colonisation d'un milieu par les espèces pionnières est un élément important de la résilience écologique des écosystèmes face aux aléas anthropiques ou naturels. Il inspire certaines techniques de génie écologique, de sylviculture (Prosilva, Akira Miyawaki) ou de permaculture. Les caractéristiques variées des espèces pionnières pourraient être utilisées en fonction des besoins : par exemple, celles augmentant la richesse du sol peuvent permettre la fertilisation, et d’autres possédant un système racinaire vigoureux peuvent prévenir l’érosion.

#### Forêts
En forêt tropicale, la germination chez les espèces pionnières est déclenchée soit par l’augmentation de quantité de lumière reçue grâce au retirement de la canopée soit par de fortes fluctuations de température au sol.
En forêt tempérée, ce sont plutôt la disponibilité d’azote (un nutriment limitant), la variabilité de l’humidité du sol ou une augmentation de la radiation qui déclenchent la croissance de plantes pionnières.

#### Incendies
Les traits menant au succès d’une espèce pionnière sur un site sujet aux incendies sont une différence dans la viabilité entre les graines et dans leur persistance dans le sol ; des durées diverses permettent une répartition de l’effort de germination, qui permet potentiellement de résister à plusieurs perturbations. Pour survivre à une deuxième perturbation, l’espèce doit avoir eu le temps d’accumuler suffisamment de propagules : c’est à partir de la maturité qu’une plante peut contribuer à la banque de graines et ainsi aider son espèce à persister. À l’opposé, la perte des propagules d’un site mène à l’extinction locale de l’espèce. Les espèces pionnières sont donc l'élément clé de la succession écologique consécutive à un feu de forêt.

#### Îles volcaniques
Auparavant submergée par l’océan ou par de la glace, la surface des îles volcaniques est un substrat généralement pauvre en minéraux[réf. souhaitée] et en matière organique, et au très faible pouvoir de rétention d’eau. Ce manque d’humidité est déterminant pour les espèces pionnières. La formation d’un sol sur de la lave est un processus extrêmement lent, mais sur certaines îles comme celle de Surtsey, en Islande, le dépôt de matière organique – des algues ou du bois flotté, les restes d’organismes marins, des fèces d’oiseaux – stimule la croissance des végétaux et accélère la formation du sol.

#### Néomilieux, anthropiques
Sur des substrats remis en eau, ou remis à nu par feu, drainage, scrappage, creusements, mines, désherbage total, souvent à l'occasion de divers types de chantiers, etc. ou encore sur des milieux inondés à la suite d'un tassement du sol par des engins, un barrage, etc. des espèces pionnières puis secondaires vont s'installer et régénérer un écosystème. 
On parle alors souvent de « Nature temporaire » pour désigner le premier stade pionnier de ce processus ; stade qui par définition sera éphémère. 
Ces milieux sont souvent initialement oligotrophes, bien éclairés et sans espèces concurrentes. Ils constituent alors des milieux de substitution pour des espèces qui ne trouvent plus d'habitats leur convenant dans un environnement devenu eutrophe et riche en espèces concurrentes. Mais ils évoluent souvent rapidement, et peuvent être vulnérables à quelques espèces exotiques envahissantes. Ils sont souvent hôtes d'espèces patrimoniales (éventuellement protégées), parfois difficiles à concilier avec des activités industrielles, urbaines ou agricoles qui se poursuivent ou apparaissent sur le site.
Si le choix est fait de ne pas laisser se dérouler l'évolution vers un stade climacique, il est possible de périodiquement restaurer des zones de régénération (sur un terril par exemple) ou de mettre en place une gestion dite dynamique et adaptative qui cherchera à éviter les situations de piège écologique, à maintenir des espaces accueillants pour les espèces pionnières patrimoniales.
Ce thème est en France dans les années 2010 notamment exploré par le MNHN et l'Agence française de la biodiversité(AFB).

### Autres milieux

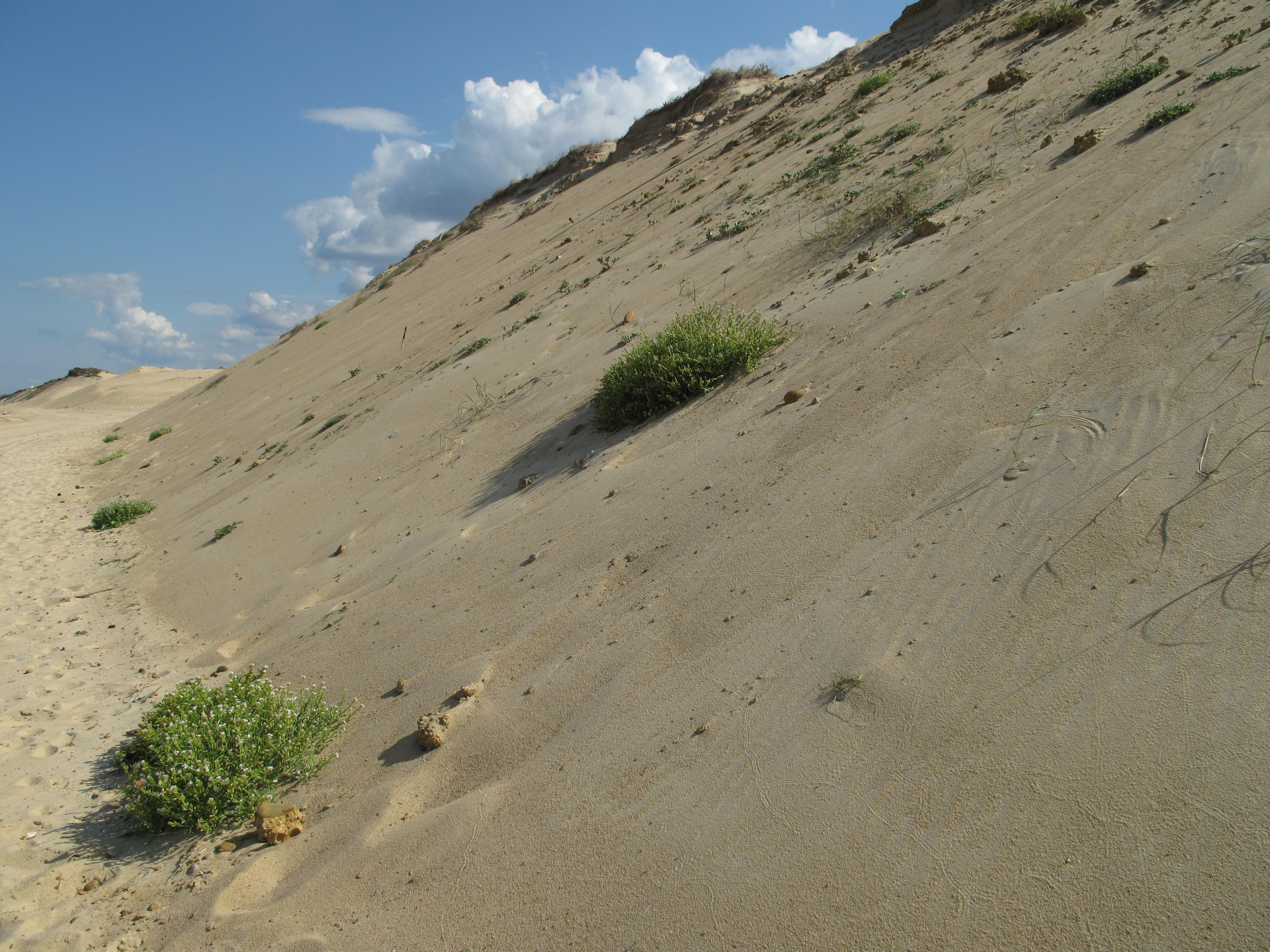
Roquette de mer sur une dune des Landes

L'expression est moins utilisée pour les milieux sous-marins, mais la végétation pionnière peut être littorale.